# Archidiecezja Feira de Santana
Archidiecezja Feira de Santana (łac. Archidioecesis Fori S. Annae) – archidiecezja Kościoła rzymskokatolickiego w Brazylii. Należy do metropolii Feira de Santana, wchodzi w skład regionu kościelnego Nordeste III. Została erygowana przez papieża Jana XXIII bullą Novae Ecclesiae w dniu 21 lipca 1962.
16 stycznia 2002 papież Jan Paweł II utworzył metropolię Feira de Santana podnosząc diecezję do rangi archidiecezji.